# Гимнокалициум Бальда
Гимнокалициум Бальда (лат. Gymnocalycium baldianum) — кактус из рода Гимнокалициум.

## Описание
Стебель, плоскошаровидный, высотой 4-10 см и до 7-9 см в диаметре, серо-зелёный. Рёбер 9-11, сначала мало-, а позднее чётко бугорчатых. Колючек 5-7, они только радиальные, от розово-серых до пепельно-серых.
Цветки диаметром 3-5 см, многочисленные, тёмно-красные, белые, розовые, оранжевые или промежуточных оттенков; появляются уже в раннем возрасте. Плод серовато-тёмно-зелёный.

## Распространение
Встречается в аргентинской провинции Катамарка.

## Синонимы
- Echinocactus baldianum
- Echinocactus sanguiniflorus
- Gymnocalycium sanguiniflorum